# Camars

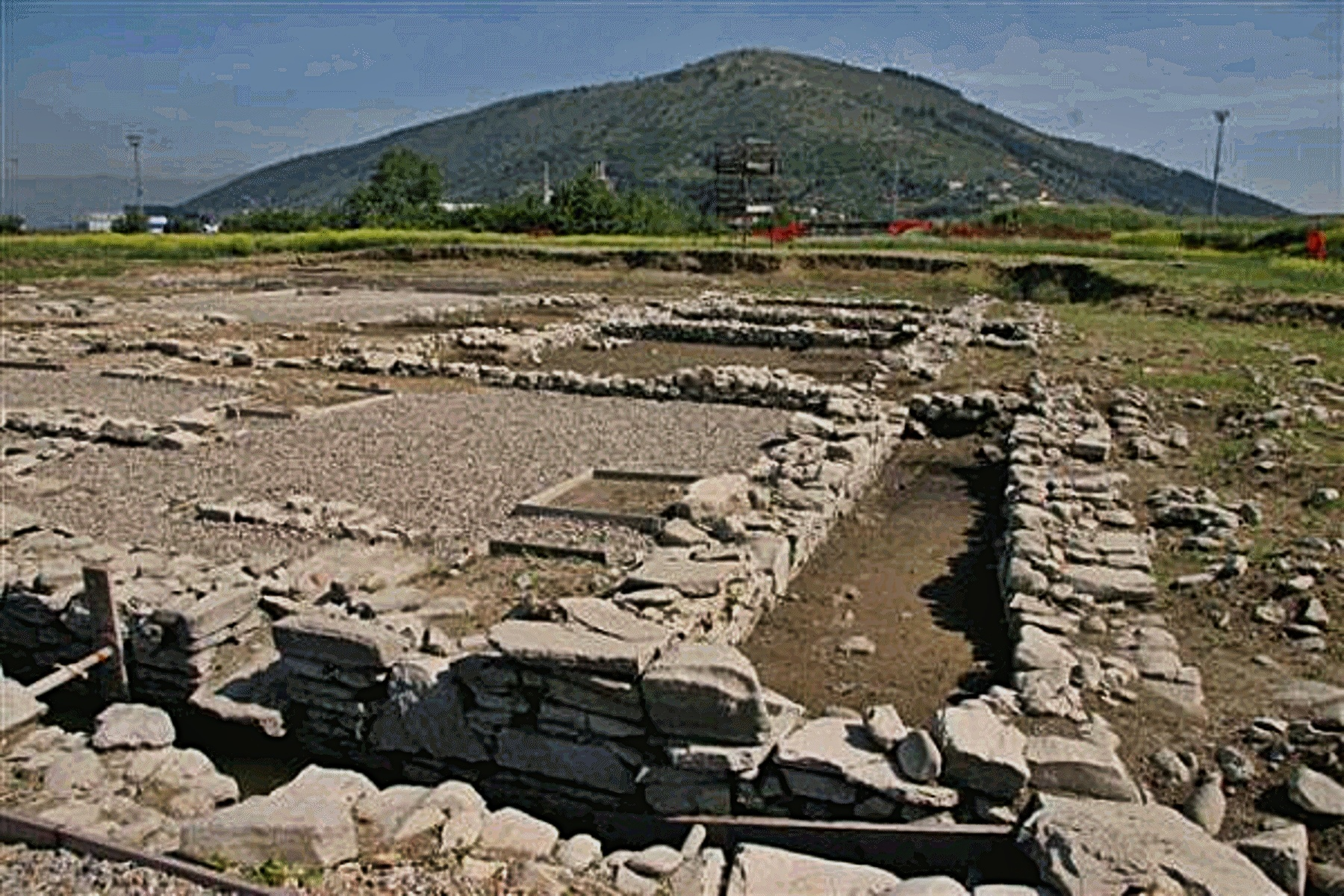
Vista das escavações de Camars.

Camars foi uma antiga cidade Etrusca, situada na aldeia de Gonfienti em Prato, Toscana na Itália. A cidade foi descoberta durante escavações em Prato.